# Hermann Schein
Hermann Schein (* 29. Dezember 1946 in Leipzig) ist ein deutscher Theaterregisseur.

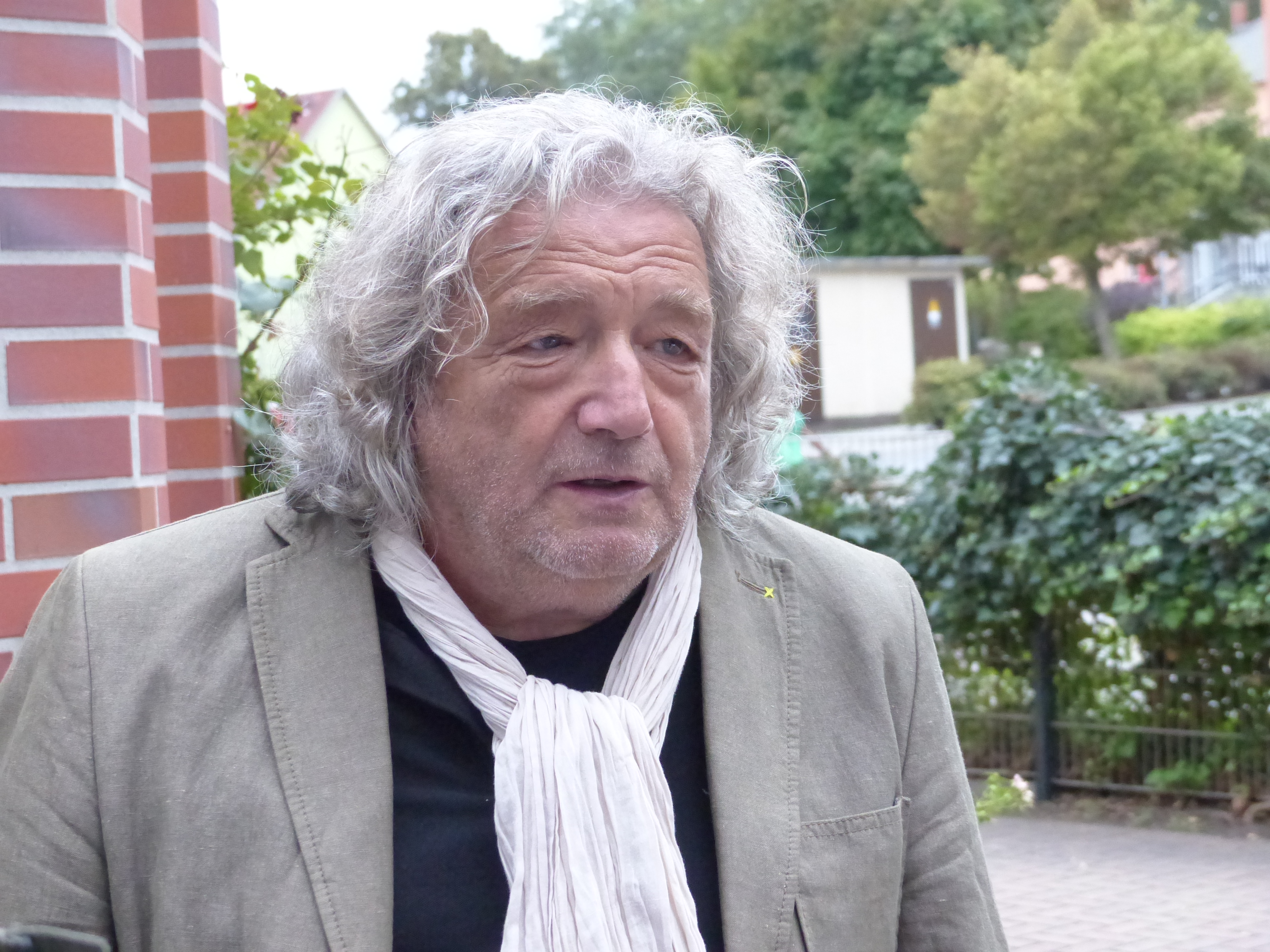
Hermann Schein (2018)

## Leben
Hermann Schein wurde als Sohn von Wilhelmine (geb. Füssel) und Bernard Schein in Leipzig geboren. Seine Mutter war eine österreichische Katholikin und sein Vater ein tschechoslowakischer Jude aus Mährisch Ostrau, die sich in England kennen lernten. Bernard Schein war ein überzeugter Antifaschist und kämpfte in der tschechoslowakischen Auslandsarmee aktiv gegen die Wehrmacht, bevor er sich 1946 mit seiner Familie in Leipzig niederließ, wo Hermann Schein aufgewachsen ist. Nach der Schule erlernte er zunächst Elektromaschinenbau und machte anschließend sein Abitur. Danach ging er nach Quedlinburg, wo er von 1970 bis 1976 als Regieassistent arbeitete. 1980 schloss er sein Regiestudium am Institut für Schauspielregie in Berlin ab. Danach inszenierte er als Oberspielleiter zunächst in Frankfurt an der Oder und dann in Berlin. Nach der Wende war er an der Neugründung des Theaters Magdeburg beteiligt, an dem er von 1991 bis 1998 als Spielleiter arbeitete. Anschließend war er vier Jahre lang am Theater Bielefeld tätig, bevor er als Freischaffender an verschiedenen Häusern, u. a. am Deutschen Theater in Göttingen, Staatsschauspiel Dresden, Maxim-Gorki-Theater in Berlin, Hessischen Staatstheater in Darmstadt und Saarländischen Staatstheater in Saarbrücken aufführte.
Thematisch bewegte sich Hermann Scheins Schaffen in einem extensionalen Spannungsfeld zwischen Politik und Gesellschaft, entsprechend auch die Auswahl seiner Inszenierungen. Besonders viel Aufsehen erregte seine Zusammenarbeit mit Robert Menasse, dessen Faustspiel Doktor Hoechst er in Darmstadt uraufführte. Barbara Petsch (Die Presse) schrieb in ihrer Kritik, Darmstadt und Menasse hätten der Faust-Euphorie „fast einen Paukenschlag gesetzt, an dem zumindest die nächsten moderneren ‚Faust‘-Adaptionen zu messen sein werden“.

## Inszenierungen

### Freie Kammerspiele Magdeburg
- Julia  und ihr Leutnant, Ákos Németh

### Staatstheater Darmstadt
- Jud Süss
- Supernova, Bettina Erasmy
- Der zerbrochne Krug
- Doktor Hoechst
- Das Gegenteil von gar nichts
- Der Theatermacher
- Der Raub der Sabinerinnen

### Staatsschauspiel Dresden
- Buddenbrooks